# Annemarie Moser-Pröll
Annemarie Moser-Pröll (Kleinarl, 27 de marzo de 1953) es una deportista austríaca que compitió en esquí alpino; campeona olímpica en Lake Placid 1980 y cinco veces campeona mundial.
Llegó a dominar el esquí alpino femenino en la década de 1970. Fue nombrada la «Mejor esquiadora del siglo XX».

## Trayectoria
Empezó a practicar el esquí con cuatro años. En 1969 disputó su primera carrera del circuito de la FIS.
Participó en dos Juegos Olímpicos de Invierno, obteniendo en total tres medallas, dos de plata en Sapporo 1972, en las pruebas de descenso y eslalon gigante, y una de oro en Lake Placid 1980, en el descenso.
Ganó nueve medallas en el Campeonato Mundial de Esquí Alpino entre los años 1970 y 1980.
En la Copa del Mundo consiguió 62 victorias y 114 podios en total. Ganó la clasificación general de la Copa del Mundo en seis ocasiones: 1971, 1972, 1973, 1974, 1975 y 1979, y obtuvo en total diez globos de cristal por disciplina, siete en descenso y tres en eslalon gigante.
En 1975 interrumpió su carrera para cuidar de su padre enfermo terminal, lo que le privó de disputar los Juegos Olímpicos de Innsbruck 1976 y la mantuvo toda la temporada 1975-76 fuera de competición. Fue la abanderada de Austria en la ceremonia de apertura de los Juegos Olímpicos de Lake Placid 1980.
En 1971 recibió el premio Skieur d’Or y en 1979 la Gran Condecoración de Honor de la Orden al Mérito de la República de Austria. Fue nombrada «Deportista femenina del año» en su país en siete ocasiones: 1973, 1974, 1975, 1977, 1978, 1979 y 1980.

## Palmarés internacional
| Juegos Olímpicos   | Juegos Olímpicos             | Juegos Olímpicos  | Juegos Olímpicos |
| Año                | Lugar                        | Medalla           | Prueba           |
| ------------------ | ---------------------------- | ----------------- | ---------------- |
| 1972               | Sapporo (Japón)              | Medalla de plata  | Descenso         |
| 1972               | Sapporo (Japón)              | Medalla de plata  | Eslalon gigante  |
| 1980               | Lake Placid (Estados Unidos) | Medalla de oro    | Descenso         |
| Campeonato Mundial |                              |                   |                  |
| Año                | Lugar                        | Medalla           | Prueba           |
| 1970               | Val Gardena (Italia)         | Medalla de bronce | Descenso         |
| 1972               | Sapporo (Japón)              | Medalla de oro    | Combinada        |
| 1972               | Sapporo (Japón)              | Medalla de plata  | Descenso         |
| 1972               | Sapporo (Japón)              | Medalla de plata  | Eslalon gigante  |
| 1974               | Sankt Moritz (Suiza)         | Medalla de oro    | Descenso         |
| 1978               | Garmisch-Partenkirchen (RFA) | Medalla de oro    | Descenso         |
| 1978               | Garmisch-Partenkirchen (RFA) | Medalla de oro    | Combinada        |
| 1978               | Garmisch-Partenkirchen (RFA) | Medalla de bronce | Eslalon gigante  |
| 1980               | Lake Placid (Estados Unidos) | Medalla de oro    | Descenso         |